# Port lotniczy Chaur
Port lotniczy Chaur (ICAO OTBK) – drugi co do wielkości katarski port lotniczy. Mieści się w mieście Al-Chaur.